# Dominik Hašek
Pour les articles homonymes, voir Hašek.
Temple de la renommée : 2014
Temple de la renommée de l'IIHF : 2015
Temple de la renommée tchèque : 1993
Dominik Hašek  (né le 29 janvier 1965 à Pardubice en Tchécoslovaquie aujourd'hui ville de République tchèque) est un joueur professionnel tchèque de hockey sur glace ayant évolué à la position de gardien de but.
Formé au sein du club de sa ville natale, le HC Pardubice, il rejoint en 1990 l'Amérique du Nord et passe 16 saisons dans la Ligue nationale de hockey en jouant tour à tour pour les Blackhawks de Chicago, les Sabres de Buffalo, les Red Wings de Détroit puis les Sénateurs d'Ottawa.
Surnommé « Le Dominator », il est considéré comme un des meilleurs gardiens de but de l'histoire de la LNH. Il remporte au cours de sa carrière de nombreux trophées personnels mais également collectifs. Alors qu'il jouait pour les Sabres, il remporte six fois le trophée Vézina du meilleur gardien de but et est nommé deux fois meilleur joueur de la ligue en remportant le trophée Hart, étant ainsi le seul gardien de but à remporter cet honneur à deux reprises. Il remporte la Coupe Stanley en 2002 et 2008 avec les Red Wings. Il possède à ce jour la meilleure moyenne de pourcentage d'arrêts qu'un gardien de la LNH n'ait jamais eue dans sa carrière avec 92,23 %. Il est admis au Temple de la renommée du hockey en 2014.
Au point de vue international, il est un composant fort de l'équipe de Tchécoslovaquie puis de la République tchèque entre 1983 et 2006. Il remporte la médaille d'or lors des Jeux olympiques de 1998. Il est mis en avant par le hockey international en étant admis au Temple de la renommée de l'IIHF en 2015.

## Biographie

### Ses débuts
Dominik Hašek né en 1965 à Pardubice, ville située en Bohême de l'est en Tchécoslovaquie. Il débute dans le club de sa ville natale, le Tesla Pardubice, lors d'une opération de recrutement pour les enfants âgés de 6 ans. Il impressionne alors les entraîneurs des équipes juniors du club et ceux-ci décident de le faire jouer dans les buts de l'équipe des joueurs âgés de 9 ans.
Il fait ses débuts dans l'équipe première lorsque le gardien numéro un de l'équipe, Jaroslav Radvanovský, se blesse au mois de décembre 1981. Milan Kečkeš est donc titularisé alors que Dominik Hašek, alors âgé de 16 ans, est appelé à être remplaçant sur le banc de l'équipe qui évolue dans la I. liga, le championnat élite de Tchécoslovaquie. Il joue son premier match dans la ligue contre le HC Sparta Praha en étant appelé à jouer alors que son équipe perd 3-1 au bout de deux tiers-temps. Il réalise seize arrêts mais n'évite pas la défaite de son équipe 5-2. Après la période de Noël, Radvanovský revient au jeu et Hašek retrouve son poste de troisième gardien de l'équipe. Il joue tout de même douze matchs pour l'équipe première alors que cette dernière termine à la cinquième place de la saison régulière.
Début avril, il est sélectionné avec l'équipe de Tchécoslovaquie pour jouer le championnat d'Europe junior dédié aux joueurs de moins de 18 ans et qui se déroule en Suède. Il mène son équipe à la deuxième place du tournoi et est désigné meilleur gardien de la compétition et dans l'équipe type.

### Premiers pas avec l'équipe nationale
Lors de la saison suivante, en 1982-1983, Hašek est le deuxième gardien de l'équipe de Pardubice à la suite du départ de Kečkeš pour rejoindre le club du TJ Slovan CHZJD Bratislava. Au fur et à mesure de la saison, le jeune Hašek prend le poste de gardien numéro un de l'équipe de Pardubice enchaînant onze matchs consécutifs sans défaite.
En décembre, il est sélectionné pour jouer le championnat du monde junior. Encore une fois, l'équipe tchécoslovaque termine deuxième du tournoi et Hašek est élu meilleur gardien, même si Matti Rautianen de l'équipe finlandaise est sélectionné comme gardien de l'équipe type du championnat junior. Hašek connaît sa première sélection avec l'équipe senior de Tchécoslovaquie le 15 février 1983 lors d'un match à Göteborg contre la Suède, une défaite 3-2. Âgé de 18 ans, Dominik Hašek est le plus jeune joueur sélectionné en équipe sénior de l'histoire du pays,.
Son équipe termine à la troisième place du championnat tchécoslovaque 1982-1983. Il est mis en avant par le magazine de hockey Tip en tant que deuxième meilleur gardien du championnat derrière Jiří Králík, portier de l'équipe championne de la saison, le HC Dukla Jihlava. Il termine également dixième au classement de la Crosse d'Or – Zlatá hokejka en tchèque – alors que le trophée de meilleur joueur de la saison est décerné à Vincent Lukáč, attaquant du TJ VSŽ Košice et meilleur pointeur de l'année.
En avril, Hašek est appelé pour jouer le championnat du monde qui se joue en Allemagne. Il est un des deux gardiens de la sélection ne jouant que deux des matchs. Il joue ainsi lors du premier tour lors de la défaite contre les Soviétiques 5-1. Il connaît sa deuxième sélection contre l'Italie et permet à son équipe de réussir un blanchissage, le premier de sa carrière internationale, grâce à une victoire 11-0, les autres parties étant disputées par Králík. Les tchécoslovaques finissent le tournoi à la deuxième place derrière l'URSS qui remportent la médaille d'or grâce à leur différence de but – +10 pour l'URSS contre +4 pour les coéquipiers de Hašek.
Au cours de l'été qui suit, il est sélectionné lors du repêchage d'entrée dans la Ligue nationale de hockey à la 199e position, lors du dixième tour, par les Black Hawks de Chicago mais décide de rester jouer dans son pays pour le club de Pardubice dont il devient le portier numéro un. Au cours des deux saisons qui suivent, Pardubice finit dans le haut du tableau avec une troisième et quatrième place mais à titre personnel, Hašek connaît des saisons difficile avec par exemple en 1984-1985 sa pire moyenne de buts accordés de sa carrière avec 3,25 buts par rencontre. D'un point de vue international, il est régulièrement préféré à Králík et Jaromír Šindel pour les différentes compétitions de haut-niveau.
En 1984-1985, le format du championnat tchécoslovaque change et une phase de séries éliminatoires est mise en place à l'issue du calendrier de la saison régulière. VSZ Košice termine en tête de la saison alors que Pardubic est la quatrième équipe. Les coéquipiers de Hašek éliminent le HC Dukla Trenčín au premier tour mais perdent au tour suivant contre Košice. Finalement l'équipe remporte la troisième place en battant le CHZ Litvínov. Hašek est élu meilleur gardien de la saison et termine quatrième au classement de la Crosse d'Or, trophée remporté par Vladimír Růžička, joueur de Litvínov. Il joue le championnat du monde 1986 à Moscou alors que l'équipe termine à la cinquième place. Il s'agit d'une régression pour l'équipe nationale qui est alors championne en titre. L'équipe est même obligée de jouer la poule de relégation.

### Un premier titre national
Hašek et ses coéquipiers continuent sur leur lancée et lors de la saison 1985-1986, ils terminent à la première place du classement de la saison régulière avec une fiche de vingt-deux victoires, deux parties nulles et dix défaites. L'équipe élimine au premier tour l'équipe du TJ Gottwaldov, puis prend sa revanche en demi-finale contre Košice et se retrouve en finale de la I.liga contre l'équipe de Jihlava. Cinq matchs sont nécessaires pour l'équipe de Hašek pour remporter son deuxième titre de champion de Tchécoslovaquie, quatorze ans après le premier.
Le premier match est remporté par Pardubice sur la marque de 6-1 mais Jihlava prend sa revanche lors du deuxième match sur le même score alors que Hašek est remplacé par Michal Kopačka après le cinquième but accordé. Hašek blanchit Jihlava 1-0 lors de la troisième rencontre mais Pardubice perd le quatrième match 3-2. Lors du cinquième et dernier match, les deux équipes sont à égalité deux buts partout et les deux portiers, Hašek et Petr Bříza, arrêtent tous les tirs pour forcer la prolongation. Finalement, Jan Levinský délivre les deux équipes et offre le titre à Pardubice. D'un point de vue personnel, Hašek, âgé de 22 ans, est mis en avant en remportant la Crosse d'Or et est également désigné meilleur gardien de la saison.
Pour l'édition 1987 du championnat du monde, Hašek est une nouvelle fois sélectionné et la Tchécoslovaquie finit à la deuxième place de la première phase. Malgré tout, après la seconde phase, les tchécoslovaques glissent à la troisième place ce qui n'empêche pas le gardien de Pardubice de finir meilleur portier du tournoi et également dans l'équipe type.
À l'issue de la saison sportive, il reçoit pour la première fois de sa carrière la Crosse d'Or remise au meilleur joueur tchécoslovaque. Il finit avec 970 points soit 208 de plus que le deuxième au classement : Jiří Hrdina du Sparta Praha. Après le championnat du monde, les dirigeants de Chicago lui proposent un contrat mais il refuse et reste en Tchécoslovaquie.
En septembre 1987, Il participe également à la Coupe Canada et son pays finit à la quatrième place de la phase de poule. Ils rencontrent en demi-finale les Canadiens. Malgré un avantage 2-0 au premier tiers-temps, le Canada revient au score par un doublé de Mario Lemieux puis finalement remporte la victoire 5-3,.
La saison qui suit est un peu moins bonne pour l'équipe de Pardubice qui termine à la sixième place du classement de la saison et est éliminé dès le premier tour des séries en quatre rencontres, trois matchs à un. Hašek est tout de même élu meilleur gardien de la saison. Au cours de cette dernière, l'équipe est conviée à la Coupe Spengler et malgré la dernière place du tournoi, le portier tchécoslovaque est encore une fois nommé meilleur gardien du tournoi. Il est sélectionné pour les Jeux olympiques de 1988 mais revenant de blessure, il est censé être numéro deux, mais il joue tout de même cinq matchs pour une sixième place de son équipe.

### Un deuxième titre de champion et le départ de Pardubice
En 1988-1989, Hašek joue sa « dernière » saison avec sa ville natale. L'équipe est largement composée de joueurs natifs de la ville, comme le capitaine Otakar Janecký, et est sous la direction du nouvel entraîneur et ancienne gloire de l'équipe, Vladimír Martinec. Pardubice finit à la première place du championnat avec un différentiel de +63 buts entre les buts alloués et ceux inscrits. Avec dix points d'avance sur les deuxièmes, les joueurs de Pardubice sont favoris pour la suite de la compétition et ils battent tour à tour les équipes Litvínov, du Sparta Praha et enfin Trenčín pour s'offrir le troisième titre de l'histoire du club. Le jeune Hašek décroche une grande partie des honneurs de la saison en recevant les titres de : meilleur joueur de la saison avec la Crosse d'Or, meilleur joueur des séries, meilleur gardien de but et sélectionné dans l'équipe type.
Il est logiquement sélectionné pour représenter la Tchécoslovaquie lors du championnat du monde 1989 et au cours de la rencontre contre l'URSS, il joue son centième match sous le maillot de l'équipe nationale. Lors de ce tournoi, l'équipe termine à la troisième place du classement derrière les Soviétiques et les Canadiens. Au sein d'une équipe où aucun joueur n'a plus de trente ans, le gardien de Pardubice décroche une nouvelle fois le titre de meilleur gardien de la compétition et est également dans l'équipe type des journalistes.
Au cours de l'été, il obtient son diplôme de l'université de Hradec Králové avec une thèse sur la psychologie des gardiens au hockey sur glace – Psychologická osobnost brankáře en tchèque. Il profite également de l'entre-saison pour se marier.
Dans les années 1980, la Tchécoslovaquie fait toujours partie du bloc soviétique plongé en pleine Guerre froide et le service militaire est obligatoire. Hašek ayant terminé ses études est donc appelé pour servir son pays. Il rejoint alors le club de l’'Armádní Sportovní Družstvo Dukla Jihlava soit l'ASD Dukla Jihlava en abrégé.
Malgré la présence de Oldřich Svoboda dans l'effectif de l'équipe, Hašek est le gardien numéro un du club et remporte une nouvelle fois la Crosse d'Or et le titre de meilleur gardien. Son club termine à la première place de la saison régulière mais perd dès le premier tour contre Litvínov. Cet été là, le couple Hašek a son premier enfant, Michal.

### L'arrivée en Amérique du Nord

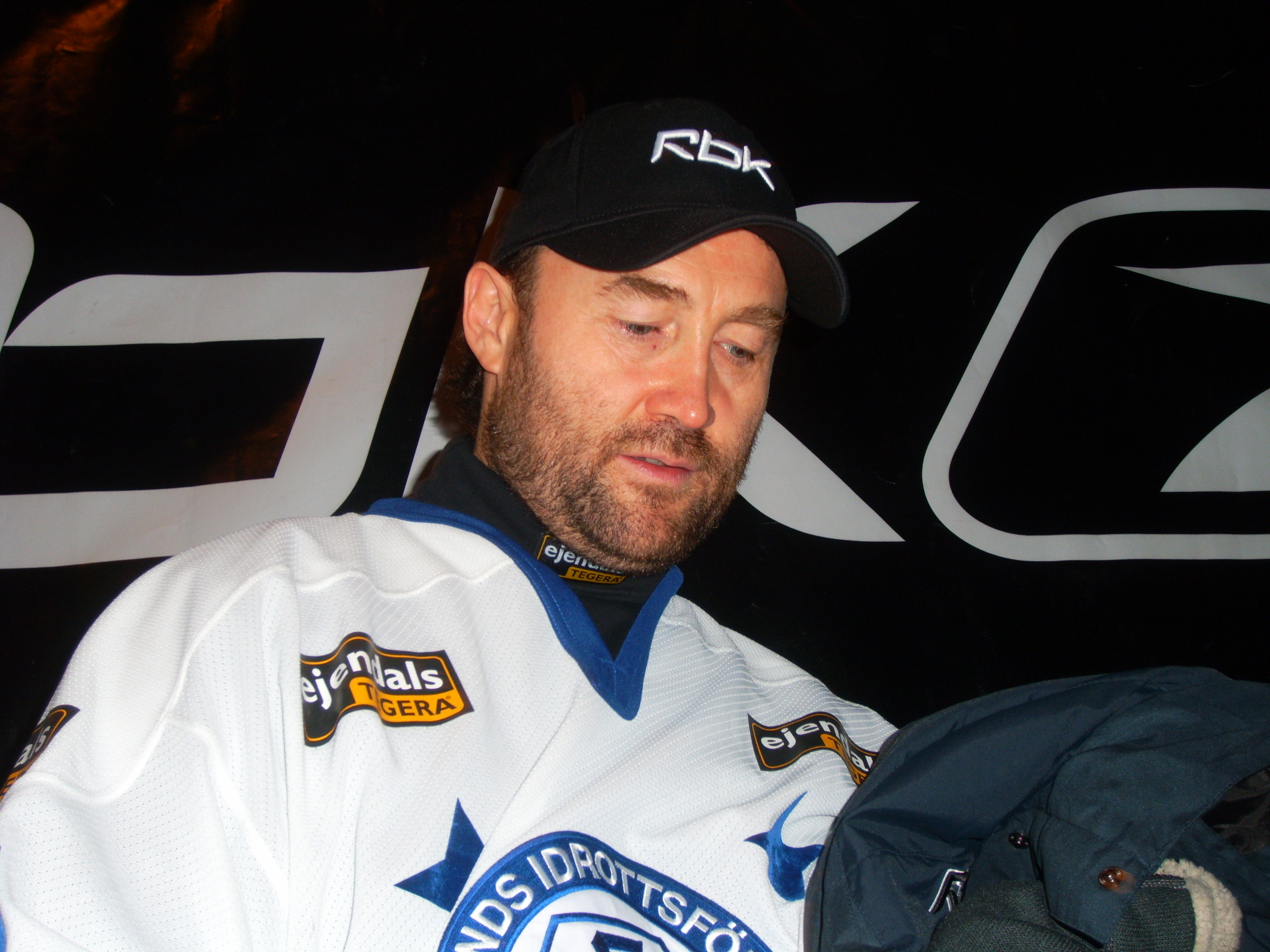
Ed Belfour, coéquipier de Hašek à son arrivée dans la Ligue nationale de hockey en 1990-1991.

Finalement, sept ans après avoir été repêché par les Blackhawks de Chicago, Hašek profite des conséquences de la révolution de velours pour quitter son pays et signer son premier contrat professionnel avec l'équipe de Chicago. Il joue son premier match dans la LNH le 6 novembre 1990 et concède une partie nulle contre les Whalers de Hartford un but partout. L'équipe des Blackhawks compte alors comme gardien numéro un Ed Belfour qui en est à sa deuxième saison dans la LNH. Le gardien tchécoslovaque ne joue que cinq matchs de la saison, passant le reste du temps dans la Ligue internationale de hockey pour jouer avec les Ice d'Indianapolis, équipe affiliée à Chicago. Hašek connaît sa première victoire dans la LNH le soir du 8 mars 1991 pour son deuxième match, un succès 5-3 contre les Sabres de Buffalo. L'équipe de Chicago se qualifie pour les séries de la Coupe Stanley et Dominik Hašek joue trois rencontres en venant remplacer à chaque fois Belfour. L'équipe est éliminée au premier tour contre les futurs finalistes, les North Stars du Minnesota.
Lors de la saison suivante, Hašek joue autant dans la LNH que dans la LIH avec vingt matchs. Le 9 janvier 1992, il réalise le premier blanchissage de sa carrière lors d'une victoire 2-0 contre les Maple Leafs de Toronto. Au total, sur ses vingt rencontres jouées, il décroche dix victoires et à l'issue de la saison, il est nommé dans l'équipe d'étoiles. L'équipe se qualifie une nouvelle fois pour les séries et accède même à la finale de la Coupe Stanley. Lors de cette finale, les Penguins de Pittsburgh l'emportent en quatre matchs secs alors que Hašek est aligné lors du quatrième et dernier match. Il est remplacé par Belfour alors que les Penguins mènent 5-4 ; finalement, les deux équipes inscrivent chacune un but et Pittsburgh remporte sa deuxième Coupe Stanley de son histoire,.
Le 7 août 1992, le tchécoslovaque est échangé aux Sabres de Buffalo contre Stéphane Beauregard et un choix de quatrième tour de 1993, qui s'avèrera être Éric Dazé.

### Avec les Sabres de Buffalo
Dominik Hasek a joué de 1992 à 2001 pour les Sabres de Buffalo, soit neuf saisons consécutives. Il a participé à 491 matchs en saison régulière et à 68 matchs de playoff, comptabilisant 271 victoires, dont 61 blanchissages, pour 200 défaites et 70 matchs nuls. Ses statistiques avec les Sabres de Buffalo sont impressionnantes. En effet, Dominik Hasek présente une moyenne de buts encaissés par match de 2,20 et un pourcentage d'arrêt de 92,7.

### La suite de sa carrière

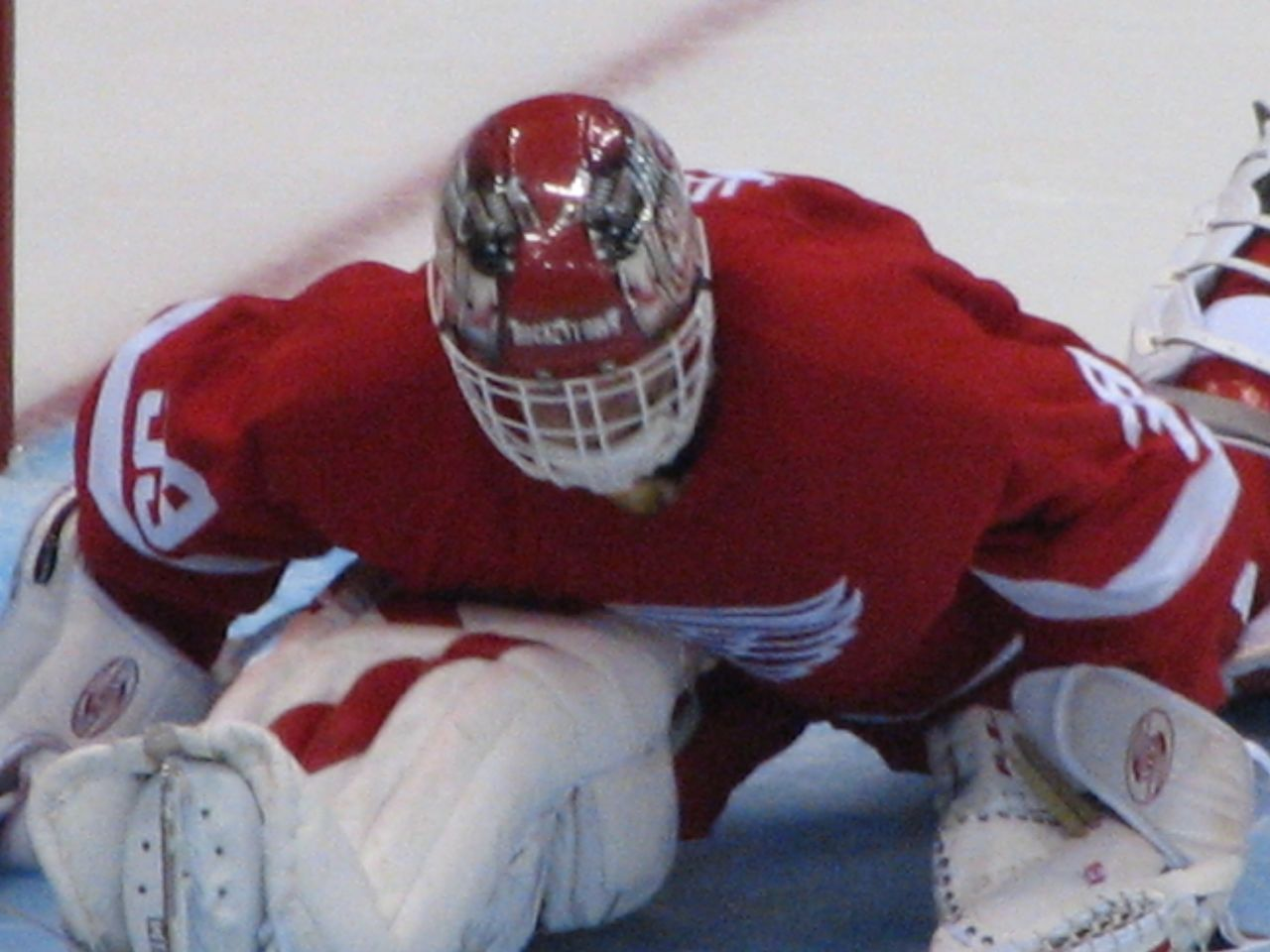
Dominik Hašek à l'échauffement avec les Red Wings de Détroit.

C'est avec les Sabres que Hašek a le plus de succès, mais les Sabres ont perdu la fameuse Coupe Stanley en 6 matchs, grâce à un but controversé en prolongation de Brett Hull en 1999 face aux Stars de Dallas. Après les Sabres, il fut échangé aux Red Wings et Hasek gagna sa première Coupe Stanley avec sa nouvelle équipe en 2002. Il signa un contrat avec les Sénateurs d'Ottawa après le lock-out de 2005. Il est réenvoyé au Red Wings par la suite.
Le 7 décembre 2007, Hašek réalise une action qui fait le tour du monde en taclant Marián Gáborík en sortant de son but alors que celui-ci était en pleine contre-attaque.
Le 9 juin 2008, il annonce sa retraite.
Le 21 avril 2009, il annonce qu'il revient au jeu avec l'équipe de sa ville natale. En avril 2010, à 45 ans, Hasek remporte son 3e titre national avec Pardubice.
Le 7 juin 2010, il signe un contrat d'un an avec le HK Spartak Moscou dans la Kontinentalnaïa Hokkeïnaïa Liga (KHL). Si Hašek a reçu une proposition de contrat de l'Avangard Omsk, il a choisi le Spartak car il a compté dans ses rangs des joueurs tels que Vladimir Chadrine, Aleksandr Iakouchev et les frères Ievgueni et Boris Maïorov. Il est heureux de jouer dans une équipe imprégnée d'histoire. Le club est entraîné par son compatriote Miloš Říha qui a déclaré à sa signature : «Je sais de quoi il est capable. Nous ne signons pas un maillot à son nom mais Hašek lui-même ». À la mi-octobre, Říha est remplacé par Igor Pavlov à la tête de l'équipe. Ce dernier est démis de ces fonctions le 30 novembre 2010. Après une année sabbatique, il prend sa retraite en 2012.

### Hommages
Le 23 juin 2014, il est intronisé au Temple de la renommée du hockey puis le 13 janvier 2015, son numéro est retiré par la franchise des Sabres.

## Vie privée
Son frère cadet, Martin, joue au football au niveau professionnel et est en 2010 entraîneur adjoint du AC Sparta Prague tout comme leur cousin, Ivan. Ce dernier connaît une carrière de joueur professionnel puis d'entraîneur et est depuis juin 2009 le nouveau président de la Fédération de République tchèque de football, en tchèque Českomoravský fotbalový svaz.
Hašek et sa femme, Alena, se sont mariés en 1989. Ensemble, ils ont deux enfants : un garçon nommé Michal, né en 1989 et une fille, Dominika, née en 1995, qui a représenté la République tchèque au Concours Eurovision de la chanson 2022 en tant que chanteuse du groupe We Are Domi, terminant vingt-deuxième lors de la finale.

## Statistiques

### Statistiques en club
| Saison     | Équipe                | Ligue      |     | Saison régulière | Saison régulière | Saison régulière | Saison régulière | Saison régulière | Saison régulière | Saison régulière | Saison régulière | Saison régulière | Saison régulière |    | Séries éliminatoires | Séries éliminatoires | Séries éliminatoires | Séries éliminatoires | Séries éliminatoires | Séries éliminatoires | Séries éliminatoires | Séries éliminatoires | Séries éliminatoires |
| Saison     | Équipe                | Ligue      | PJ  | V                | D                | Pr/N             | Min              | BC               | Moy              | % Arr            | Bl               | Pun              | PJ               | V  | D                    | Min                  | BC                   | Moy                  | % Arr                | Bl                   | Pun                  |                      |                      |
| 1981-1982  | Tesla Pardubice       | I. liga    | 12  | -                | -                | -                | 661              | 34               | 3,09             | -                | -                | -                | -                | -  | -                    | -                    | -                    | -                    | -                    | -                    | -                    |                      |                      |
| 1982-1983  | Tesla Pardubice       | I. liga    | 42  | -                | -                | -                | 2 358            | 105              | 2,67             | -                | -                | -                | -                | -  | -                    | -                    | -                    | -                    | -                    | -                    | -                    |                      |                      |
| 1983-1984  | Tesla Pardubice       | I. liga    | 40  | -                | -                | -                | 2 304            | 108              | 2,81             | -                | -                | -                | -                | -  | -                    | -                    | -                    | -                    | -                    | -                    | -                    |                      |                      |
| 1984-1985  | Tesla Pardubice       | I. liga    | 42  | -                | -                | -                | 2 419            | 131              | 3,25             | -                | -                | -                | -                | -  | -                    | -                    | -                    | -                    | -                    | -                    | -                    |                      |                      |
| 1985-1986  | Tesla Pardubice       | I. liga    | 45  | -                | -                | -                | 2 689            | 138              | 3,08             | -                | -                | -                | -                | -  | -                    | -                    | -                    | -                    | -                    | -                    | -                    |                      |                      |
| 1986-1987  | Tesla Pardubice       | I. liga    | 43  | -                | -                | -                | 2 515            | 103              | 2,46             | -                | -                | 6                | -                | -  | -                    | -                    | -                    | -                    | -                    | -                    | -                    |                      |                      |
| 1987-1988  | Tesla Pardubice       | I. liga    | 31  | -                | -                | -                | 1 862            | 93               | 3,00             | -                | -                | -                | -                | -  | -                    | -                    | -                    | -                    | -                    | -                    | -                    |                      |                      |
| 1988-1989  | Tesla Pardubice       | I. liga    | 42  | -                | -                | -                | 2 507            | 114              | 2,73             | -                | -                | -                | -                | -  | -                    | -                    | -                    | -                    | -                    | -                    | -                    |                      |                      |
| 1989-1990  | HC Dukla Jihlava      | I. liga    | 40  | -                | -                | -                | 2 251            | 80               | 2,13             | -                | -                | -                | -                | -  | -                    | -                    | -                    | -                    | -                    | -                    | -                    |                      |                      |
| 1990-1991  | Ice d'Indianapolis    | LIH        | 33  | 20               | 11               | 1                | 1 903            | 80               | 2,52             | -                | 5                | 4                | 1                | 1  | 0                    | 60                   | 3                    | 3,00                 | -                    | 0                    | 0                    |                      |                      |
| 1990-1991  | Blackhawks de Chicago | LNH        | 5   | 3                | 0                | 1                | 195              | 8                | 2,46             | 91,4             | 0                | 0                | 3                | 0  | 0                    | 69                   | 3                    | 2,62                 | 93,3                 | 0                    | 0                    |                      |                      |
| 1991-1992  | Ice d'Indianapolis    | LIH        | 20  | 7                | 10               | 3                | 1 162            | 69               | 3,56             | -                | 1                | 2                | -                | -  | -                    | -                    | -                    | -                    | -                    | -                    | -                    |                      |                      |
| 1991-1992  | Blackhawks de Chicago | LNH        | 20  | 10               | 4                | 1                | 1 014            | 44               | 2,60             | 89,3             | 1                | 8                | 3                | 0  | 2                    | 158                  | 8                    | 3,03                 | 88,6                 | 0                    | 0                    |                      |                      |
| 1992-1993  | Sabres de Buffalo     | LNH        | 28  | 11               | 10               | 4                | 1 429            | 75               | 3,15             | 89,6             | 0                | 0                | 1                | 1  | 0                    | 45                   | 1                    | 1,34                 | 95,8                 | 0                    | 0                    |                      |                      |
| 1993-1994  | Sabres de Buffalo     | LNH        | 58  | 30               | 20               | 6                | 3 358            | 109              | 1,95             | 93,0             | 7                | 6                | 7                | 3  | 4                    | 484                  | 13                   | 1,61                 | 95,0                 | 2                    | 2                    |                      |                      |
| 1994-1995  | HC Pardubice          | Extraliga  | 2   | 1                | 0                | 1                | 124              | 6                | 2,90             | 91,2             | 0                |                  | -                | -  | -                    | -                    | -                    | -                    | -                    | -                    | -                    |                      |                      |
| 1994-1995  | Sabres de Buffalo     | LNH        | 41  | 19               | 14               | 7                | 2 416            | 85               | 2,11             | 93,0             | 5                | 2                | 5                | 1  | 4                    | 309                  | 18                   | 3,49                 | 86,3                 | 0                    | 0                    |                      |                      |
| 1995-1996  | Sabres de Buffalo     | LNH        | 59  | 22               | 30               | 6                | 3 417            | 161              | 2,83             | 92,0             | 2                | 6                | -                | -  | -                    | -                    | -                    | -                    | -                    | -                    | -                    |                      |                      |
| 1996-1997  | Sabres de Buffalo     | LNH        | 67  | 37               | 20               | 10               | 4 037            | 153              | 2,27             | 93,0             | 5                | 30               | 3                | 1  | 1                    | 153                  | 5                    | 1,96                 | 92,6                 | 0                    | 2                    |                      |                      |
| 1997-1998  | Sabres de Buffalo     | LNH        | 72  | 33               | 23               | 13               | 4 220            | 147              | 2,09             | 93,2             | 13               | 12               | 15               | 10 | 5                    | 948                  | 32                   | 2,03                 | 93,8                 | 1                    | 4                    |                      |                      |
| 1998-1999  | Sabres de Buffalo     | LNH        | 64  | 30               | 18               | 14               | 3 817            | 119              | 1,87             | 93,7             | 9                | 14               | 19               | 13 | 6                    | 1 217                | 36                   | 1,77                 | 93,9                 | 2                    | 8                    |                      |                      |
| 1999-2000  | Sabres de Buffalo     | LNH        | 35  | 15               | 11               | 6                | 2 066            | 76               | 2,21             | 91,9             | 3                | 12               | 5                | 1  | 4                    | 301                  | 12                   | 2,39                 | 91,8                 | 2                    | 2                    |                      |                      |
| 2000-2001  | Sabres de Buffalo     | LNH        | 67  | 37               | 24               | 4                | 3 904            | 137              | 2,11             | 92,1             | 11               | 22               | 13               | 7  | 6                    | 833                  | 29                   | 2,09                 | 91,6                 | 1                    | 14                   |                      |                      |
| 2001-2002  | Red Wings de Détroit  | LNH        | 65  | 41               | 15               | 8                | 3 872            | 140              | 2,17             | 91,5             | 5                | 8                | 23               | 16 | 7                    | 1 455                | 45                   | 1,86                 | 92,0                 | 6                    | 8                    |                      |                      |
| 2003-2004  | Red Wings de Détroit  | LNH        | 14  | 8                | 3                | 2                | 817              | 30               | 2,20             | 90,7             | 2                | 2                | -                | -  | -                    | -                    | -                    | -                    | -                    | -                    | -                    |                      |                      |
| 2005-2006  | Sénateurs d'Ottawa    | LNH        | 43  | 28               | 10               | 4                | 2 584            | 90               | 2,09             | 92,5             | 5                | 16               | -                | -  | -                    | -                    | -                    | -                    | -                    | -                    | -                    |                      |                      |
| 2006-2007  | Red Wings de Détroit  | LNH        | 56  | 38               | 11               | 6                | 3 341            | 114              | 2,05             | 91,3             | 8                | 10               | 18               | 10 | 8                    | 1 140                | 34                   | 1,79                 | 92,3                 | 2                    | 2                    |                      |                      |
| 2007-2008  | Red Wings de Détroit  | LNH        | 41  | 27               | 10               | 3                | 2 350            | 84               | 2,14             | 90,2             | 5                | 12               | 4                | 2  | 2                    | 206                  | 10                   | 2,91                 | 88,8                 | 0                    | 2                    |                      |                      |
| 2009-2010  | HC Eaton Pardubice    | Extraliga  | 33  | 23               | 10               |                  | 1 882            | 71               | 2,26             | 92,2             | 2                | 16               | 13               |    |                      | 785                  | 22                   | 1,68                 | 93,7                 | 3                    | 18                   |                      |                      |
| 2010-2011  | HK Spartak Moscou     | KHL        | 46  | 23               | 19               | 3                | 2 711            | 112              | 2,48             | 91,5             | 7                | 2                | 4                |    |                      | 204                  | 14                   | 4,12                 | 86,4                 | 0                    | 0                    |                      |                      |
| Totaux LNH | Totaux LNH            | Totaux LNH | 735 | 389              | 223              | 95               | 42 836           | 1 572            | 2,20             | 92,2             | 81               | 160              | 119              | 65 | 49                   | 7 317                | 246                  | 2,02                 | 92,5                 | 14                   | 44                   |                      |                      |

### Statistiques en équipe nationale
| Année | Équipe                  | Compétition                 |    | PJ | V | D | Pr/N | Min | BC   | Moy  | % Arr | Bl | Pun                |  | Résultat |
| 1982  | Tchécoslovaquie -18 ans | Championnat d'Europe junior | 5  |    |   |   |      |     | 3,00 |      | 0     |    | Médaille d'argent  |  |          |
| 1983  | Tchécoslovaquie -20 ans | Championnat du monde junior | 6  |    |   |   | 360  | 20  | 3,33 |      |       |    | Médaille d'argent  |  |          |
| 1983  | Tchécoslovaquie         | Championnat du monde        | 2  | 1  | 1 | 0 | 120  | 5   | 2,50 |      | 1     | 0  | Médaille d'argent  |  |          |
| 1984  | Tchécoslovaquie         | Coupe Canada                | 4  |    | 3 | 1 | 188  | 12  | 3,83 |      | 0     |    | Premier tour       |  |          |
| 1984  | Tchécoslovaquie -20 ans | Championnat du monde junior | 7  | 4  | 0 | 2 | 380  | 10  | 1,58 |      | 0     |    | Médaille de bronze |  |          |
| 1986  | Tchécoslovaquie         | Championnat du monde        | 9  | 5  | 3 | 1 | 538  | 19  | 2,12 |      | 0     |    | Cinquième place    |  |          |
| 1987  | Tchécoslovaquie         | Championnat du monde        | 9  | 5  | 2 | 2 | 520  | 19  | 2,19 |      | 1     |    | Médaille de bronze |  |          |
| 1987  | Tchécoslovaquie         | Coupe Canada                | 6  | 2  | 3 | 1 | 360  | 20  | 3,33 |      | 0     |    | Demi-finale        |  |          |
| 1988  | Tchécoslovaquie         | Jeux olympiques             | 5  | 3  | 2 | 0 | 217  | 18  | 4,98 |      | 1     | 0  | Sixième place      |  |          |
| 1989  | Tchécoslovaquie         | Championnat du monde        | 10 | 4  | 4 | 2 | 600  | 21  | 2,10 |      | 2     | 0  | Médaille de bronze |  |          |
| 1990  | Tchécoslovaquie         | Championnat du monde        | 8  | 5  | 3 | 0 | 480  | 20  | 2,50 | 90,4 | 1     |    | Médaille de bronze |  |          |
| 1991  | Tchécoslovaquie         | Coupe Canada                | 5  | 1  | 4 | 0 | 300  | 18  | 3,60 |      | 0     | 0  | Premier tour       |  |          |
| 1998  | Tchéquie                | Jeux olympiques             | 6  | 5  | 1 | 0 | 369  | 6   | 0,97 | 96,1 | 2     | 0  | Médaille d'or      |  |          |
| 2002  | Tchéquie                | Jeux olympiques             | 4  | 1  | 2 | 1 | 239  | 8   | 2,01 | 92,4 | 0     | 0  | Septième place     |  |          |
| 2006  | Tchéquie                | Jeux olympiques             | 1  | 0  | 0 | 0 | 9    | 0   | 0,00 | 100  | 0     | 0  | Médaille de bronze |  |          |

## Transactions en carrière
- 8 juin 1983 – sélectionné par les Black Hawks de Chicago en dixième tour, 199e choix au total
- 7 août 1992 – échangé aux Sabres de Buffalo contre Stéphane Beauregard et un choix de quatrième tour de 1993, Éric Dazé
- 19 mars 1998 – signe un contrat de trois saisons pour vingt-six millions de dollars avec Buffalo
- 30 juin 2001 – échangé aux Red Wings de Détroit en retour de Viatcheslav Kozlov, un choix de premier tour de 2002, Daniel Paille et des considérations futures
- 25 juin 2002 – annonce sa retraite
- 8 juillet 2003 – retourne jouer pour Détroit
- 6 juillet 2004 – signe en tant qu'agent libre avec les Sénateurs d'Ottawa pour une saison
- 31 juillet 2006 – signe en tant qu'agent libre avec Détroit
- 5 juillet 2007 – signe en tant qu'agent libre avec Détroit
- 9 juin 2008 – annonce une nouvelle fois sa retraite
- 21 avril 2009 – signe en tant qu'agent libre avec Pardubice pour une saison

## Trophées et honneurs personnels

### Compétitions internationales
Cette section ne reprend que les trophées individuels qu'il reçoit – pour les classements d'équipes, voir la section au-dessus.
- Championnat d'Europe junior 1982 – meilleur gardien et est sélectionné dans l'équipe type
- Championnat du monde junior 1983 – meilleur gardien
- Championnat du monde 1987 – meilleur gardien et est sélectionné dans l'équipe type
- Championnat du monde 1989 – meilleur gardien et est sélectionné dans l'équipe type
- Championnat du monde 1990 – est sélectionné dans l'équipe type
- Jeux olympiques de 1998 – meilleur gardien et médaille d'or

### Compétitions nationales
- Tchécoslovaquie

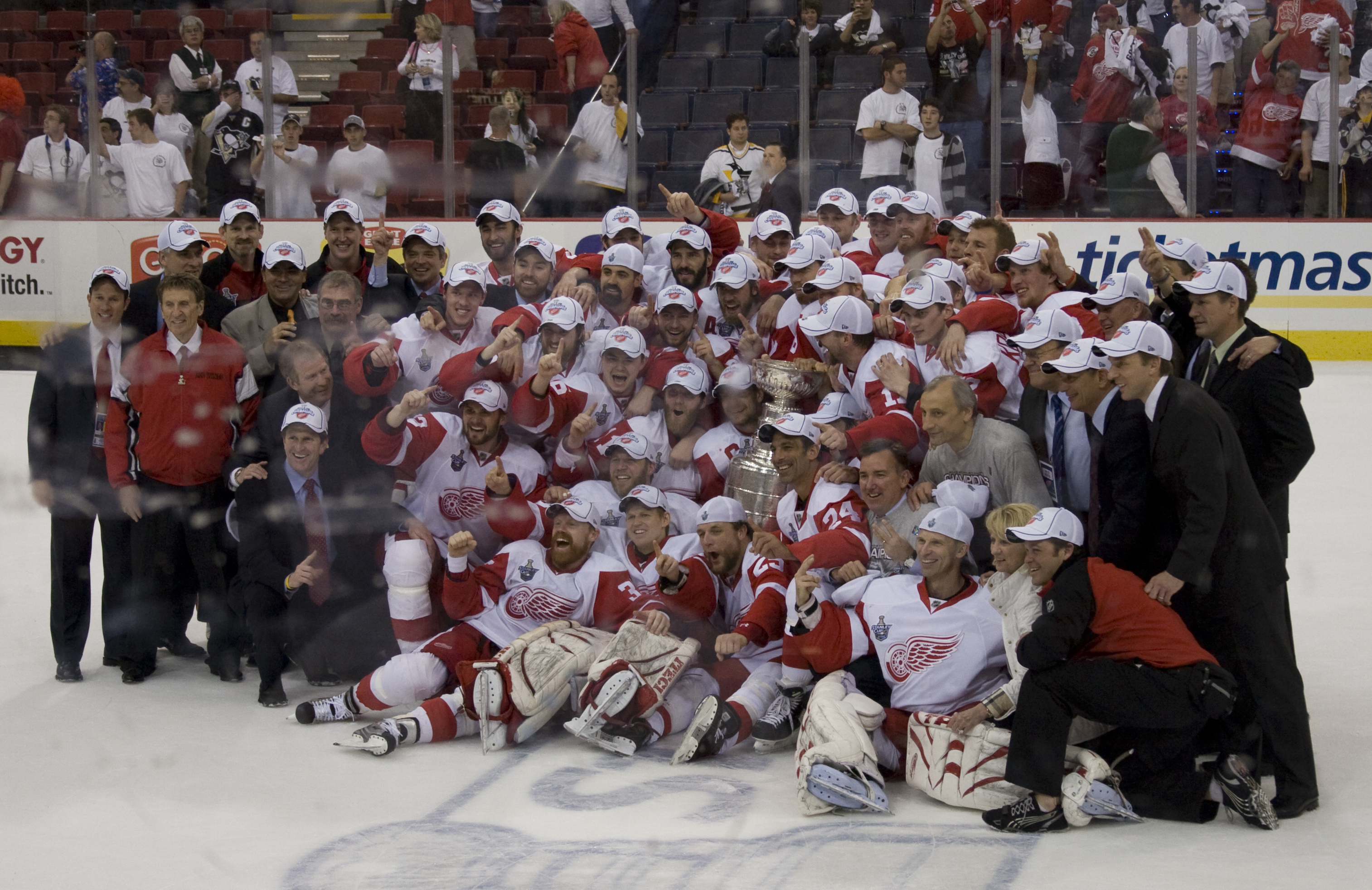
Les Red Wings de Détroit et Hašek remportent la Coupe Stanley 2008. Hašek est le gardien en bas à droite de la photographie.

  - 1982-1983 – deuxième meilleur gardien
  - 1985-1986 – meilleur gardien
  - 1986-1987 – meilleur gardien, remporte la Crosse d'Or et le championnat avec Pardubice
  - 1987-1988 – meilleur gardien selon le magazine Tip
  - 1988-1989 – meilleur gardien, meilleur joueur des séries, est sélectionné dans l'équipe type, remporte la Crosse d'Or et le championnat avec Pardubice
  - 1989-1990 – meilleur gardien, sélectionné dans l'équipe type et remporte la Crosse d'Or
- Ligue nationale de hockey
  - 1991-1992 – est sélectionné dans l'équipe d'étoiles des recrues
  - 1993-1994 – trophée Vézina du meilleur gardien, trophée William-M.-Jennings avec Grant Fuhr des Sabres de Buffalo pour l'équipe avec la plus faible moyenne de buts accordés et est sélectionné dans l'équipe d'étoiles
  - 1994-1995 – trophée Vézina et est sélectionné dans l'équipe d'étoiles
  - 1995-1996 – joue le Match des étoiles
  - 1996-1997 – trophée Hart du meilleur joueur selon la presse, trophée Lester-B.-Pearson du meilleur joueur selon ses pairs, trophée Vézina, joue le Match des étoiles, est sélectionné dans l'équipe d'étoiles et remporte la Crosse d'Or
  - 1997-1998 – trophée Hart, trophée Lester-B.-Pearson, trophée Vézina, joue le Match des étoiles, est sélectionné dans l'équipe d'étoiles et remporte la Crosse d'Or
  - 1998-1999 – trophée Vézina, joue le Match des étoiles et est sélectionné dans l'équipe d'étoiles
  - 1999-2000 – sélectionné pour le Match des étoiles mais ne joue pas en raison d'une blessure
  - 2000-2001 – trophée Vézina, trophée William-M.-Jennings avec Buffalo et est sélectionné dans l'équipe d'étoiles
  - 2001-2002 – joue le Match des étoiles et remporte la Coupe Stanley avec les Red Wings de Détroit
  - 2007-2008 – trophée William-M.-Jennings avec Chris Osgood et remporte la Coupe Stanley avec les Red Wings de Détroit
  - 2017 - nommé parmi les 100 plus grands joueurs de la LNH à l'occasion du centenaire de la ligue[49]
- Tchéquie
  - 2009-2010 – remporte le championnat avec Pardubice
- KHL
  - 2011 : participe avec l'équipe Ouest au troisième Match des étoiles (titulaire).
  - 2011 : nommé meilleur gardien du mois de janvier.